# Dead Space 2
Dead Space 2 è un videogioco di tipo sparatutto in terza persona a tema survival horror fantascientifico, sviluppato da Visceral Games. Annunciato il 7 dicembre 2009, è stato messo in commercio il 28 gennaio 2011 da Electronic Arts per PC, Xbox 360 e PlayStation 3.
Si tratta del sequel di Dead Space e ne utilizza il medesimo motore grafico.
Il gioco è stato accolto positivamente dalla critica e ha venduto circa 4 milioni di copie.

## Trama
Tre anni dopo gli avvenimenti di Dead Space, Isaac Clarke si risveglia disorientato nell'ospedale di una gigantesca stazione spaziale, ricoverato nel settore psichiatrico. L'uomo che lo stava aiutando a riprendersi, Franco, viene brutalmente ucciso e trasformato in uno Slasher proprio davanti ai suoi occhi; tuttavia, Isaac riesce a fuggire rocambolescamente. Percorre pochi passi, quando alcuni agenti di sicurezza aprono il fuoco contro di lui, prima di essere fatti a pezzi da un Tripode, in quanto, secondo il direttore Tiedemann, capo della struttura, tutti i pazienti ricoverati e i soggetti chiave devono essere eliminati. Poco più avanti, incontra il suo psicologo, completamente fuori di sé e reo di aver ucciso tutti i dottori e tutti i pazienti poco tempo prima, che lo libera dalla sua camicia di forza e gli fornirà un kit medico e una torcia, per poi togliersi la vita. Vagando per i corridoi, Isaac viene attaccato da nutriti gruppi di necromorfi, che lo costringono a fuggire in sezioni dell'ospedale ancora relativamente sicure.
Isaac viene contattato da una donna, Daina (sorella di Franco), che afferma di avere una cura per una particolare forma di demenza che egli ha contratto su Aegis VII stando a contatto prolungato con il Marchio Rosso. Incoraggiato da questa speranza, Isaac fugge dall'ospedale e si dirige verso la posizione di Daina. Nel suo peregrinare, Isaac apprende di trovarsi su una stazione spaziale detta Stazione Titan, o Sprawl, costruita su un frammento di Titano, satellite del pianeta Saturno e ormai invasa dai necromorfi; inoltre, durante la fuga dall'ospedale incontra un uomo, Nolan Stross, psicologicamente disturbato, che afferma di conoscere Isaac e il Marchio stesso, il manufatto alieno responsabile dell'infezione dei necromorfi.
Isaac si rende conto di essere braccato dal governo e dalle autorità della stazione, che vogliono eliminarlo a causa del suo coinvolgimento nel disastro di Aegis VII. Isaac apprende, inoltre, che un nuovo Marchio è stato creato, grazie alle conoscenze contenute nella propria mente. Perseguitato dalle visioni di Nicole Brennan, la sua fidanzata, morta nel disastro di Aegis, Isaac raggiunge Daina dentro una chiesa unitologista, apprendendo con orrore che la donna appartiene alla setta di Unitology, un gruppo di religiosi che adorano il Marchio, ritenendo che sia un mezzo tramite cui Dio influenza gli avvenimenti dell'universo. Sfuggito a Daina, uccisa da una nave da guerra governativa, Isaac affronta il necromorfo detto Tormentor, riuscendo comunque a liberarsene. Quindi, inizia a vagare per la stazione in cerca di sopravvissuti, incontrando Ellie Langford, una donna che, inizialmente diffidente, si imbatte in Stross, disorientato. Conscio del fatto che Stross sa come distruggere il Marchio, Isaac chiede a Ellie di proteggerlo, mentre cerca un modo per raggiungerli.
Nel tentativo di eliminarli, Tiedemann disattiva il supporto vitale in tutte le sezioni, tranne che nel settore governativo. Per controbilanciare l'arresto del supporto vitale, Isaac capisce che deve riattivare la vecchia stazione solare posta chilometri sopra lo Sprawl, oramai inutilizzata da tempo. Per raggiungerla, però, deve prima riallineare l'apposito ascensore, capace di superare l'altitudine della zona urbana di Titan e arrivare nello spazio siderale dove si trova l'impianto. Riattiva i pannelli solari della stazione per fornire energia all'intero Sprawl, permettendo così a lui, a Ellie, a Stross e a eventuali superstiti presenti nella colonia di non morire soffocati. Isaac riceve una chiamata da parte di Ellie, disperata, che spiega che una ondata di necromorfi sta avanzando, distruggendo tutto quello che incontra, e che lei si trova nella traiettoria. Avendo, quindi, pochi istanti per abbandonare l'impianto solare nello spazio profondo, decide di utilizzare una capsula di espulsione per le emergenze presente nella torre centrale della stazione a pannelli solari per darsi una spinta aggiuntiva e gettarsi sopra il colossale frammento di Titano dove si erge lo Sprawl. Utilizzando i propulsori della sua tuta, che gli permettono di muoversi liberamente nello spazio ed evitando asteroidi e detriti vari, riesce in pochi secondi a raggiungere la zona urbana in prossimità di Ellie. 
Ricongiuntosi con Ellie tramite un sistema tramviario avanzato, Isaac scopre con orrore che la USG Ishimura è stata recuperata e portata allo Sprawl. La donna gli rivela che la nave è lì da circa tre anni, quando venne riportata a seguito di un disastroso attacco terroristico, che ha ucciso tutto l'equipaggio. Per bloccare l'avanzata di Isaac, Tiedemann distrugge il binario che collega lo Sprawl al settore governativo, impedendo al gruppo di raggiungerlo. L'uomo è costretto a salire a bordo dell'Ishimura, in decontaminazione da anni, per cercare di riattivare i proiettori gravitazionali; grazie a essi, è possibile "catturare" un corpo planetario alla deriva. L'impresa riesce, nonostante la nave sia stata infettata nuovamente dai necromorfi. Nel suo peregrinare per la Ishimura, il protagonista viene a contatto con ambienti già noti del primo capitolo della serie.
Isaac abbandona il vascello a bordo di una capsula di salvataggio e si schianta contro l'asteroide in cui ha sede il settore governativo. Appena atterrato, Isaac riceve una trasmissione da Ellie: in pochi istanti, Stross, completamente impazzito, le si avvicina con un cacciavite e le cava un occhio; inizierà così a dare la caccia al protagonista, ma finirà ucciso in una colluttazione con lo stesso. Con l'aiuto di Ellie, Isaac raggiunge il settore governativo sfruttando una gigantesca trivella industriale, con cui scavano un buco sotto le fondamenta della città. Una volta impattato con le porte corazzate del settore, Isaac chiude Ellie in una navetta e la lancia nello spazio dicendo: «Non sono riuscito a salvare Nicole, ma posso ancora pareggiare i conti, salvando te.», per paura che la stessa Ellie rimanga vittima nell'impresa. Spinto dallo spettro di Nicole, si avvicina al Marchio, facendosi largo tra i necromorfi e, in particolare, un necromorfo rigenerante chiamato "Ubermorph". Riesce a uccidere Tiedemann, rimanendo però gravemente ferito. Lo spettro di Nicole si rivela, con sorpresa, essere controllato dal Marchio e nella propria mente Isaac prende parte a una battaglia per la sopravvivenza della propria psiche. Nella lotta, Isaac affronta la sua defunta fidanzata e distrugge il Marchio. Mentre la struttura portante inizia a crollare, Isaac si convince che tutto sia perduto e si siede, credendosi destinato a morire. Ellie, tuttavia, sfonda la copertura della camera del Marchio e si avvicina con la navetta, prelevando Isaac in tempo.

## Modalità di gioco
Il gioco offre la maggior parte delle caratteristiche incluse nel primo capitolo, ma con alcune novità:
- Molti giocatori ammettono di non essere riusciti a giocare il primo titolo per più di un'ora a causa della troppa tensione e per la paura, così si è optato per ridurre i momenti in cui i necromorfi spuntano fuori all'improvviso in favore di un ritmo maggiormente narrativo e quindi più sostenibile da parte dei giocatori.[8]
- È presente una nuova serie di armi, poteri e potenziamenti a cui Isaac ha la possibilità di accedere, come per esempio il Javelin, un fucile che spara grossi chiodi in grado di appendere i nemici alle pareti con il fuoco primario ed elettrificarli con il fuoco secondario.
- Come nel primo capitolo, il metodo più efficace per uccidere i necromorfi è quello di colpirli agli arti, per poi smembrarli. Anche in questo capitolo, gli arti, una volta staccati, si possono usare come armi rudimentali attraverso la telecinesi.
- A differenza del capitolo precedente, Dead Space 2, oltre alla modalità single player, offre una modalità multiplayer[9] che permette di affrontare online altri giocatori in apposite sfide. In data 11 settembre 2010 è stato pubblicato il primo filmato dimostrativo sulla modalità multiplayer.[10]
- Questo nuovo episodio presenta nella versione PC un sistema di controlli rivisto e migliorato rispetto al capitolo precedente.[11]

### Nemici
- Slasher: i necromorfi più comuni, hanno delle lame affilatissime che spuntano dai palmi delle mani, denti affilati e piccole braccia sul ventre. È sufficiente tagliar loro le braccia per ucciderli.
- Leaper: necromorfi molto veloci che si spostano solo con le braccia; non possiedono gambe, ma hanno una lama sulla coda simile a quella di uno scorpione e sono dotati di denti affilatissimi.
- Lurker: neonati infettati dei necromorfi, si attaccano alle pareti e sparano dardi corrosivi dai tre tentacoli che gli spuntano dalla schiena.
- Infector: necromorfi simili a pipistrelli, trasformano i cadaveri umani in necromorfi con l'aculeo che hanno sull'appendice che si trova sulla fronte.
- Exploder: necromorfi dotati di una sacca esplosiva al posto di un braccio. È possibile staccargliela e usarla a proprio favore.
- Brute: necromorfi grandi il doppio di un uomo e ricoperti da una possente corazza.
- Pregnant: necromorfi simili agli Slasher, ma con il ventre gonfio di Swarmer, i quali vengono liberati appena il Pregnant muore.
- Swarmer: necromorfi simili a ragni che si attaccano a Isaac e lo uccidono lentamente. Decisamente deboli, attaccano in gruppi e muoiono con un colpo di qualsiasi arma.
- Guardian: necromorfi attaccati ai muri, sono molto pericolosi e attaccano con tentacoli muniti di lame e lanciando pustole dotate di un tentacolo che spara dardi simili a quelli dei Lurker. Isaac può essere ucciso con un solo colpo se si avvicina troppo alla creatura.
- Divider: è un necromorfo molto resistente, alto e snello, con il corpo apparentemente formato da sottili filamenti. Questi ultimi, in realtà, sono dei piccoli necromorfi chiamati Appendici che, alla morte del Divider, si staccheranno e tenteranno di assalire Isaac.
- Pack è un necromorfo di bassa statura, presente in diversi momenti del gioco. Ha una carnagione pallida e si presenta con gran parte del corpo lacerata. Ha una statura relativamente bassa e ciò fa presupporre che si tratti della forma cadaverica di un bambino della seconda infanzia (anche per via dei gemiti infantili che soffoca poco prima di morire). È munito di artigli, tre per ogni braccio, con i quali attacca continuamente.
- Puker: è una forma evoluta di un necromorfo. È di statura alta. Attacca "sparando" letteralmente un vomito corrosivo sul nemico, rallentandone i movimenti e, nei casi del corpo a corpo, vomitandogli sul volto.
- Spitter: è la versione femminile dello Slasher. Anziché possedere delle lame sporgenti dal palmo delle mani, lo Spitter possiede un paio di braccia in più, sulle quali sono collocate le lame. Possiede inoltre le braccia originarie ed è il necromorfo che più si avvicina alla forma umana (precisamente di una donna). Come suggerisce il nome, è in grado di sputare acido.
- Crawler: è un necromorfo con le sembianze di un neonato con il ventre gonfio. Attacca i suoi nemici facendosi esplodere nelle loro vicinanze. Se vengono decapitati muoiono senza esplodere e possono essere lanciati come bombe tramite il modulo telecinetico.
- Stalker: necromorfo bipede, ma con postura ingobbita. Si nasconde dietro gli elementi dello scenario e carica contro il giocatore a sorpresa. Agisce sempre in gruppo.
- Nest: presente solo durante le fasi a gravità zero, consiste in tre tentacoli che lanciano mine verso il giocatore.
- Cyst: è una creatura che si addensa al suolo o ai muri dei corridoi dello Sprawl. Come per il Puker, esso rigetta delle sacche esplosive sui nemici. Sono dei necromorfi alquanto deboli.
- Tormentor: è un necromorfo speciale che Isaac incontra per la prima volta durante la fuga dalla navetta militare. È un nemico feroce e ha una corporatura particolare che unisce due arti superiori sviluppati a una serie di piccole zampe a partire dalla vita in giù. Attacca Isaac afferrandolo e cercando di farlo a pezzi con le sue mascelle.
- Tripode: è un necromorfo speciale che Isaac incontra per la prima volta nella chiesa unitologista, costituito dalla fusione di più ospiti. Come dice il nome, è dotato di tre lunghe gambe con le quali si sposta e si arrampica velocemente. È inoltre dotato di un aculeo posto sull'estremità di un'appendice che sembra essere la lingua, con la quale attacca.
- Ubermorph: è un necromorfo speciale che si incontra verso la fine del gioco: come suggerisce il nome, è il più perfetto di tutti i necromorfi. La sua struttura genetica, infatti, lo ha reso più veloce e più resistente degli altri suoi simili. Inoltre, i suoi arti si rigenerano continuamente se amputati, dettaglio che lo rende un nemico praticamente identico al celebre Hunter del primo Dead Space.

## Personaggi
- Isaac Clarke: il protagonista del gioco. Dopo tre anni dall'incidente dell'Ishimura, Isaac si risveglia in un manicomio sulla stazione Titan, nel bel mezzo di un'infestazione di necromorfi. A differenza del primo capitolo, Isaac interagisce attivamente con gli altri personaggi, parlandoci, discutendoci e lottandoci. Inoltre, il suo volto è visibile ogni volta che indossa una nuova tuta e negli intermezzi in cui parla faccia a faccia con qualcuno, quando rimuove il casco. Nel doppiaggio italiano è doppiato da Diego Baldoin.
- Nicole Brennan: la fidanzata di Isaac, deceduta durante l'incidente dell'Ishimura. Ora Isaac è perseguitato dai sensi di colpa per la sua morte, vedendola e sentendola in continuazione, oltre a essere "aggredito" più volte dalla sua illusione che cerca di ucciderlo. Nel doppiaggio italiano è doppiata da Lorella De Luca.
- Ellie Langford: una pilota di mezzi pesanti della CEC che si trova a bordo della stazione Titan. È una dei pochi superstiti durante l'attacco dei necromorfi. Inizialmente, si dimostrerà molto sospettosa nei confronti di Isaac, ma poi comincerà a fidarsi di lui. Nel doppiaggio italiano è doppiata da Greta Bortolotti.
- Hans Tiedemann: la più alta autorità civile a bordo della stazione Titan e direttore delle operazioni. È il responsabile dell'internamento di Isaac e della ricostruzione del Marchio. Dopo l'arrivo dei necromorfi, dichiarerà la legge marziale e tenterà di uccidere Isaac e tutti gli altri pazienti. Nel doppiaggio italiano viene doppiato da Marco Pagani.
- Nolan Stross: un tempo scienziato a bordo della USG O'Bannon, si trova ora nello stesso programma di Isaac al manicomio. È mentalmente instabile e, a causa di ciò, ha ucciso sua moglie e suo figlio, ma sembra conoscere bene il programma a cui sono sottoposti. Nel doppiaggio italiano viene doppiato da Claudio Ridolfo.
- Daina Le Guin: una donna di cui Isaac non sa molto, ma di cui deciderà di fidarsi, poiché è la sua unica possibilità per fuggire all'attacco dei necromorfi. Gli offrirà anche la possibilità di guarire dalla sua demenza. Nel doppiaggio italiano viene doppiata da Loretta Di Pisa.

## Promozione
Già dell'annuncio del seguito di Dead Space sono iniziati a uscire vari trailer. Agli inizi di settembre/ottobre 2010 sono usciti trailer riguardanti il comparto multiplayer, mentre agli inizi di dicembre è uscito un trailer in cui è presentato il gioco come "action", ed è stata annunciata la data ufficiale dell'uscita della demo. Come la demo del primo capitolo, conteneva uno spezzone di un livello singleplayer. La canzone Bullet with Butterfly Wings è stata utilizzata come colonna sonora in un trailer.

## Edizioni
Dead Space 2 è stato annunciato in differenti edizioni:
- Standard: solamente Dead Space 2;
- Collector's Edition (Xbox360 e PC): disco Dead Space 2, una replica del Plasma Cutter, la colonna sonora del gioco, disegni artistici riguardanti la trasformazione dei necromorfi e due armature speciali per Isaac;
- Collector's Edition (Playstation 3): tutto il contenuto della precedente e un cd di Dead Space Extraction riconvertito in HD compatibile con il Playstation Move;
- Limited Edition (Playstation 3): Gioco più Dead Space Extraction riconvertito in HD compatibile con Playstation Move;
- Codice Download Dead Space Ignition Gratis: molti siti e aziende (come per esempio il sito ufficiale di Dead Space oppure GameStop oppure ancora Multiplayer.it) hanno offerto il download gratuito di Dead Space Ignition solo prenotando Dead Space 2.

### Collector's Edition
Questa edizione limitata del gioco contiene:
- Il DVD con il videogioco: Dead Space 2
- Una replica, più piccola, dell'arma usata dal protagonista: la Plasma Cutter
- Un cd con la colonna sonora originale del gioco
- Una litografia esclusiva del gioco
- Il codice per sbloccare e giocare gratuitamente con la Zealot Suit e il Force Gun

## Dead Space 2: Severed
Dead Space 2: Severed è un DLC distribuito il 1º marzo 2011 negli Stati Uniti e il 2 marzo 2011 in Europa, scaricabile su PlayStation Network e Xbox Live. La trama è impostata tre anni dopo Dead Space: Extraction. Gabe Weller, che ora lavora per la Sprawl Security, sta facendo un giro di pattuglia nelle miniere di Titan, quando si scatena l'invasione di necromorfi. Gabe, preoccupato per la moglie che si trova sullo Sprawl, decide di raggiungerla e portala in salvo insieme al bambino che ha in grembo. Il DLC si svolge parallelamente alle vicende di Dead Space 2; infatti, Gabe attraverserà molte aree già attraversate da Isaac Clarke.

## Dead Space: Ignition
Dead Space: Ignition è un videogioco rompicapo prequel di Dead Space 2. Scaricabile su Xbox Live e Playstation Network, o prenotabile con Dead Space 2, narra gli eventi sullo Sprawl 3 ore prima di Dead Space 2.
In questo titolo vengono narrate sotto forma di intermezzi le vicende per liberare Isaac Clarke dal settore psichiatrico della Sprawl da parte di Franco Delille e Sarah Endersyn.

## Dead Space: Aftermath
Come per il primo capitolo Dead Space, è uscito un lungometraggio animato che racconta gli eventi antecedenti a Dead Space 2.

## Concorso
All'inizio del 2010 Visceral Games lanciò il concorso Get Dismembered in Dead Space 2, in cui i partecipanti dovevano inviare dei video illustranti il modo più creativo e grottesco per smembrare un necromorfo: come da regolamento, il vincitore è stato ricreato nel videogioco come vittima di una creatura. Mentre Isaac si trova all'interno di un ascensore, le porte si aprono ed appare il vincitore Dan Emmerson, che subito dopo viene afferrato e ucciso da uno slasher.

## Contenuti aggiuntivi
In concomitanza con l'uscita del gioco, Electronic Arts pubblicò tre DLC a pagamento denominati rispettivamente: Legge Marziale, Operazioni ad alto rischio e Supernova, ognuno dei quali contenente armi e strumenti potenziati per agevolare l'avventura.

## Accoglienza
| Testata                 | Versione     | Giudizio |
| ----------------------- | ------------ | -------- |
| Metacritic (28/07/2021) | Xbox 360     | 90/100   |
| Metacritic (28/07/2021) | PlayStation3 | 89/100   |
| Metacritic (28/07/2021) | PC           | 87/100   |

La rivista Play Generation diede alla versione per PlayStation 3 un punteggio di 93/100, apprezzando la rifinita e terrificante ambientazione, la tensione costante, la grafica e l'online e come contro erano presenti solo piccoli difetti trascurabili, ritenendo che forse attingeva troppo dal primo eccellente episodio, ma nonostante ciò questo non influenzava in maniera negativa il gioco nel suo complesso, finendo per trovarla un'avventura horror, che riprendeva la formula di Dead Space migliorandola in ogni aspetto e aggiungendovi un'ottima modalità online.